# Nguyễn Mỹ
Nguyễn Mỹ (21 tháng 2 năm 1935 - 16 tháng 5 năm 1971), là một nhà thơ Việt Nam

## Tiểu sử
Nguyễn Mỹ sinh ngày 21 tháng 2 năm 1935, tại thôn Trung Lương, xã An Nghiệp, huyện Tuy An, tỉnh Phú Yên. Năm 16 tuổi ông vào bộ đội, chiến đấu ở chiến trường Nam Trung Bộ. Năm 1954, ông tập kết ra Bắc, công tác ở đoàn Văn công Tây Nguyên, học lớp báo chí của Trường Tuyên huấn Trung ương rồi về công tác ở nhà xuất bản Phổ thông. Năm 1968, Nguyễn Mỹ trở lại chiến trường miền Nam làm phóng viên báo Cờ giải phóng Trung Trung Bộ, thuộc Ban Tuyên truyền Văn nghệ khu V. Nguyễn Mỹ tử thương ngày 16 tháng 5 năm 1971 ở huyện Trà My, tỉnh Quảng Nam trong một trận càn của đối phương.
Nguyễn Mỹ được truy tặng Giải thưởng Nhà nước về văn học nghệ thuật năm 2007.

## Sáng tác
- Trận Quán cau (bút ký, 1954)
- Sắc cầu vồng (thơ, in chung với Nguyễn Trọng Định, 1980)
- Thơ Nguyễn Mỹ (thơ, 1993)

## Thành tựu nghệ thuật
Mặc dù không có nhiều tác phẩm để đời nhưng Nguyễn Mỹ đã định hình được một phong cách, âm hưởng thơ của riêng mình. Nhà thơ Vũ Quần Phương đã nhận xét: "Đọc lại những bài thơ Nguyễn Mỹ ngay ở những bài chưa thành công, như thấy được những nhịp cánh vỗ chới với của hồn thơ đang tìm bay vào quỹ đạo của mình. Ở Cuộc chia ly màu đỏ, Con đường ấy, Nguyễn Mỹ đã lập được đường bay của mình, riêng biệt, độc đáo, rất có ý nghĩa đối với sự cách tân của cả thi đàn". Ngoài bài thơ Cuộc chia ly màu đỏ viết năm 1964 đã được đưa vào sách giáo khoa phổ thông của Việt Nam, trong di cảo thơ của ông, Hoa cúc tím cũng được bạn đọc yêu thích:
...Anh lang bạt đi tìm anh từ dạo ấy
Ở trong đất và ở trong máu chảy
Nghe nơi mình còn có chút niềm vui
Gửi cho hoa cúc tím ở trong đời...